# Dondaicha-Warwade
Dondaicha-Warwade è una città dell'India di 42.393 abitanti, situata nel distretto di Dhule, nello stato federato del Maharashtra. In base al numero di abitanti la città rientra nella classe III (da 20.000 a 49.999 persone).

## Geografia fisica
La città è situata a 21° 19' 60 N e 74° 34' 0 E e ha un'altitudine di 151 m s.l.m..

## Società

### Evoluzione demografica
Al censimento del 2001 la popolazione di Dondaicha-Warwade assommava a 42.393 persone, delle quali 22.072 maschi e 20.321 femmine. I bambini di età inferiore o uguale ai sei anni assommavano a 5.923, dei quali 3.121 maschi e 2.802 femmine. Infine, coloro che erano in grado di saper almeno leggere e scrivere erano 30.186, dei quali 16.983 maschi e 13.203 femmine.